# Goodwill Zwelithini kaBhekuzulu
Goodwill Zwelithini kaBhekuzulu (Nongoma, 14 de julio de 1948–12 de marzo de 2021) fue el soberano de los zulúes durante más de cincuenta años en Sudáfrica.
A los veintitrés años, ya casado, fue coronado como el octavo monarca de los zulúes en una ceremonia tradicional en Nongoma el 3 de diciembre de 1971.
Tuvo un papel crucial en la época del apartheid y en la transición a la democracia. Presidió el consejo de Ingonyama Trust, que administró los 28 000 km² de tierras ancestrales zulús y legitimó al partido nacionalista Inkatha Freedom Party. Al fallecer su padre en 1968, se exilió tres años en la isla de Santa Elena, pues temía por su vida. Regresó a su país en 1971, donde fue coronado en una ceremonia privada. Falleció a causa de diabetes.